# Zographus niveipectus
Zographus niveipectus là một loài bọ cánh cứng trong họ Cerambycidae.